# Sumampattus hudsoni
Sumampattus hudsoni là một loài nhện trong họ Salticidae.
Loài này thuộc chi Sumampattus. Sumampattus hudsoni được María Elena Galiano miêu tả năm 1996.